# VTuber
VTuber, eller virtuell youtubare, är ett samlingsbegrepp för youtubare, videobloggare och livestreamare som använder en digital animerad karaktär i bild istället för sig själva. VTubers kan använda sin egen röst eller en dataförvrängd röst. På detta sättet kan de hålla sig anonyma. Trots att begreppet är en anspelning på videoplattformen YouTube så används även andra plattformar såsom Twitch. VTubing började i Japan men har spridit sig snabbt till resten av världen. En av de mest populära skaparna som skapar innehåll på engelska är Shylily, som spelar en späckhuggare.